# Список наград и номинаций Элтона Джона
Сэр Э́лтон Геркулес Джон (англ. Elton Hercules John, урожд. Ре́джинальд Ке́ннет Дуа́йт (англ. Reginald Kenneth Dwight); род. 25 марта 1947, Пиннер, Мидлсекс, Англия, Великобритания) — британский певец, пианист и композитор, радиоведущий. Оказал заметное влияние на развитие лёгкого рока. Один из самых коммерчески успешных исполнителей 1970-х годов и один из самых успешных рок-исполнителей Великобритании. За всю свою карьеру он продал в США и Великобритании больше альбомов, чем любой другой британский соло-исполнитель.
Был введен в Зал славы рок-н-ролла в свой первый год участия в 1994 году. Он и Берни Топин уже были введены в Зал славы авторов песен в 1992 году. Джон был назначен Командором Ордена Британской империи (CBE) в 1995 году. За свою благотворительную работу он был посвящен в рыцари королевой Елизаветой II 24 февраля 1998 года. В «новогодних почестях 2020 года» он был назначен членом Орден Кавалеров Почёта (CH) за заслуги в музыке и благотворительности. В октябре 1975 года Джон стал 1662-м человеком, получившим звезду на Голливудской Аллее славы.
Элтон Джон был награждён премией Общества певцов за пожизненные достижения в 2005 году. Он получил Премию Кеннеди-центра в 2004 году и премию Легенды Диснея в 2006 году. В 2000 году он был удостоен награды Персона года MusiCares за художественные достижения в музыкальной индустрии и преданность филантропии. В 2010 году он получил награду PRS for Music Heritage Award, которая была установлена в пабе Namaste Lounge Pub в Нортвуде, где Джон выступил со своим первым концертом. В 2019 году президент Эммануэль Макрон назначил Джона кавалером Ордена Почетного легиона.
Музыкальные награды включают премию Оскар за лучшую оригинальную песню и Золотой Глобус за лучшую оригинальную песню за «Can You Feel The Love Tonight» из Короля Льва в 1995 году вместе с Тимом Райсом. Это был первый Оскар и Золотой Глобус Элтона Джона за его карьеру. Спустя 25 лет он снова получил Оскар и Золотой Глобус также лучшую оригинальную песню за «I’m Gonna Love Me Again» из Рокетмена, вместе с Берни Топином, и Премию Тони за лучшую оригинальную партитуру для мюзикла Аида в 2000 году, также вместе с Тимом Райсом. Он также получил пять Brit Awards, в том числе награду «Лучший британский мужской сольный исполнитель» в 1991 году, и награду «За выдающийся вклад в музыку» в 1986 и 1995 годах. В 2013 году Элтон Джон получил первую награду Brits Icon в знак признания его «длительного воздействия» на британскую культуру, которую вручил ему его близкий друг Род Стюарт.

## Награды и достижения

### Премия «Оскар»
Премия Американской киноакадемии (англ. Academy Awards)считается самой важной, почётной и престижной в мире кинематографа.
Элтон Джон выиграл две из пяти номинаций, одну совместно с Тимом Райсом 1995 году, и одну совместно Берни Топином 2020 году.
| Год  | Работа или исполнитель                                                    | Категория                 | Результат |
| ---- | ------------------------------------------------------------------------- | ------------------------- | --------- |
| 1995 | «Can You Feel the Love Tonight» совместно с Тимом Райсом                  | Лучшая оригинальная песня | Победа    |
| 1995 | «Circle of Life» совместно с Тимом Райсом                                 | Лучшая оригинальная песня | Номинация |
| 1995 | «Hakuna Matata» совместно с Тимом Райсом                                  | Лучшая оригинальная песня | Номинация |
| 2020 | «(I’m Gonna) Love Me Again» совместно с Берни Топином                     | Лучшая оригинальная песня | Победа    |
| 2025 | «Never Too Late» совместно с Брэнди Карлайл, Эндрю Уоттом и Берни Топином | Лучшая оригинальная песня | Ожидается |

### Премия «Brit»
| Год                               | Работа или исполнитель    | Категория                         | Результат         |
| --------------------------------- | ------------------------- | --------------------------------- | ----------------- |
| 1977                              | Himself                   | Best British Male                 | Номинация         |
| 1977                              | Goodbye Yellow Brick Road | Best British Album                | Номинация         |
| 1984                              | Himself                   | Best British Male                 | Номинация         |
| 1986                              | Himself                   | Best British Male                 | Номинация         |
| Outstanding Contribution to Music | Himself                   | Победа                            |                   |
| 1991                              | Himself                   | Победа                            | Best British Male |
| 1991                              | Sleeping with the Past    | Best British Album                | Номинация         |
| 1993                              | The One                   | Best British Album                | Номинация         |
| 1993                              | Himself                   | Best British Male                 | Номинация         |
| 1995                              | Himself                   | Outstanding Contribution to Music | Победа            |
| 1998                              | Himself                   | Freddie Mercury Award             | Победа            |
| 1998                              | Himself                   | Best British Male                 | Номинация         |
| 1998                              | «Candle in the Wind 1997» | Best British Single               | Номинация         |
| 2002                              | «I Want Love»             | Best British Video                | Номинация         |
| 2002                              | Himself                   | Best British Male                 | Номинация         |
| 2013                              | Himself                   | Brits Icon                        | Победа            |

### Премия «Золотой глобус»
Кинопремия Золотой глобус (англ. Golden Globe Awards) ежегодно присуждается Hollywood Foreign Press Association
Элтон Джон выиграл две из пяти номинаций, одну совместно с Тимом Райсом 1995 году, и одну совместно Берни Топином 2020 году.
| Год  | Работа или исполнитель                                   | Категория                 | Результат |
| ---- | -------------------------------------------------------- | ------------------------- | --------- |
| 1995 | «Can You Feel the Love Tonight» совместно с Тимом Райсом | Лучшая оригинальная песня | Победа    |
| 1995 | «Circle of Life» совместно с Тимом Райсом                | Лучшая оригинальная песня | Номинация |
| 2003 | «In the Heart of Every Girl» совместно с Берни Топином   | Лучшая оригинальная песня | Номинация |
| 2012 | «Hello, Hello!» совместно с Берни Топином                | Лучшая оригинальная песня | Номинация |
| 2020 | «(I’m Gonna) Love Me Again» совместно с Берни Топином    | Лучшая оригинальная песня | Победа    |

### Премия «Эмми»
| Прайм-таймовая премия «Эмми» | Прайм-таймовая премия «Эмми»             | Прайм-таймовая премия «Эмми»               | Прайм-таймовая премия «Эмми» | Прайм-таймовая премия «Эмми» |
| Год                          | Работа или исполнитель                   | Категория                                  | Результат                    | Пр.                          |
| ---------------------------- | ---------------------------------------- | ------------------------------------------ | ---------------------------- | ---------------------------- |
| 2023                         | Elton John: Farewell from Dodger Stadium | Лучший варьете-спецвыпуск (в прямом эфире) | Победа                       | [ 18 ] [ 19 ]                |

### Премия «Грэмми»
| Год  | Работа или исполнитель                                         | Категория                                                             | Результат |
| ---- | -------------------------------------------------------------- | --------------------------------------------------------------------- | --------- |
| 1971 | Himself                                                        | Best New Artist                                                       | Номинация |
| 1971 | Elton John                                                     | Album of the Year                                                     | Номинация |
| 1971 | Elton John                                                     | Best Contemporary Male Vocalist                                       | Номинация |
| 1972 | Friends                                                        | Best Original Score Written for a Motion Picture                      | Номинация |
| 1974 | «Daniel»                                                       | Best Male Pop Vocal Performance                                       | Номинация |
| 1975 | «Don't Let the Sun Go Down on Me»                              | Best Male Pop Vocal Performance                                       | Номинация |
| 1975 | «Don't Let the Sun Go Down on Me»                              | Record of the Year                                                    | Номинация |
| 1975 | Caribou                                                        | Album of the Year                                                     | Номинация |
| 1976 | Captain Fantastic and the Brown Dirt Cowboy                    | Album of the Year                                                     | Номинация |
| 1976 | Captain Fantastic and the Brown Dirt Cowboy                    | Best Male Pop Vocal Performance                                       | Номинация |
| 1977 | «Don't Go Breaking My Heart» совместно с Кики Ди               | Best Male Pop Vocal Performance                                       | Номинация |
| 1980 | «Mama Can't Buy You Love»                                      | Best R&B Vocal Performance – Male                                     | Номинация |
| 1983 | «Blue Eyes»                                                    | Best Male Pop Vocal Performance                                       | Номинация |
| 1985 | «Restless»                                                     | Best Male Pop Vocal Performance                                       | Номинация |
| 1987 | «That's What Friends Are For»                                  | Record of the Year                                                    | Номинация |
| 1987 | «That's What Friends Are For»                                  | Best Pop Performance by a Duo or Group with Vocal                     | Победа    |
| 1988 | «Candle in the Wind» (В живую)                                 | Best Male Pop Vocal Performance                                       | Номинация |
| 1992 | «Basque»                                                       | Best Instrumental Composition                                         | Победа    |
| 1993 | «Don't Let the Sun Go Down on Me» совместно с Джорджем Майклом | Best Pop Performance by a Duo or Group with Vocal                     | Номинация |
| 1993 | «The One»                                                      | Best Male Pop Vocal Performance                                       | Номинация |
| 1995 | «Can You Feel the Love Tonight»                                | Song of the Year                                                      | Номинация |
| 1995 | «Can You Feel the Love Tonight»                                | Best Male Pop Vocal Performance                                       | Победа    |
| 1995 | «Can You Feel the Love Tonight»                                | Best Song Written Specifically for a Motion Picture or for Television | Номинация |
| 1995 | «Circle of Life»                                               | Best Song Written Specifically for a Motion Picture or for Television | Номинация |
| 1995 | Song of the Year                                               |                                                                       | Номинация |
| 1996 | «Believe»                                                      | Best Male Pop Vocal Performance                                       | Номинация |
| 1998 | «Candle in the Wind 1997»                                      | Best Male Pop Vocal Performance                                       | Победа    |
| 1999 | Himself                                                        | Grammy Legend Award                                                   | Победа    |
| 2001 | Elton John & Tim Rice's Aida                                   | Best Musical Show Album                                               | Победа    |
| 2002 | Songs from the West Coast                                      | Best Pop Vocal Album                                                  | Номинация |
| 2002 | «I Want Love»                                                  | Best Male Pop Vocal Performance                                       | Номинация |
| 2003 | «Original Sin»                                                 | Best Male Pop Vocal Performance                                       | Номинация |
| 2005 | «Sorry Seems to Be the Hardest Word» совместно с Рэем Чарльзом | Best Pop Collaboration with Vocals                                    | Номинация |
| 2011 | «If It Wasn't for Bad» совместно с Леоном Расселлом            | Best Pop Collaboration with Vocals                                    | Номинация |

### Премия «Ivor Novello»
| Год  | Работа или исполнитель       | Категория                                    | Результат |
| ---- | ---------------------------- | -------------------------------------------- | --------- |
| 1974 | «Daniel»                     | Best Song Musically and Lyrically            | Победа    |
| 1977 | «Don't Go Breaking My Heart» | The Best Pop Song                            | Победа    |
| 1977 | «Don't Go Breaking My Heart» | International Hit of the Year                | Номинация |
| 1977 | «Don't Go Breaking My Heart» | Most Performed Work                          | Номинация |
| 1979 | «Song for Guy»               | Best Instrumental or Popular Orchestral Work | Победа    |
| 1986 | Himself                      | Outstanding Contribution to British Music    | Победа    |
| 1986 | «Nikita»                     | International Hit of the Year                | Номинация |
| 1986 | «Nikita»                     | Best Song Musically and Lyrically            | Победа    |
| 1991 | «Sacrifice»                  | Best Song Musically and Lyrically            | Победа    |
| 1991 | «Sacrifice»                  | Best Selling A-Side                          | Победа    |
| 1995 | «Circle of Life»             | Best Song Included in Film                   | Победа    |
| 1998 | «Candle in the Wind 1997»    | Best Selling UK Single                       | Победа    |
| 2000 | Himself                      | International Achievement in Musical Theater | Победа    |
| 2007 | «I Don't Feel Like Dancin'»  | Most Performed Work                          | Победа    |
| 2007 | «I Don't Feel Like Dancin'»  | International Hit of the Year                | Номинация |

### Премия «Juno»
| Год  | Работа или исполнитель | Категория                | Результат |
| ---- | ---------------------- | ------------------------ | --------- |
| 1986 | «Nikita»               | Международный сингл года | Номинация |

### Премия «MTV Video Music»
| Год  | Работа или исполнитель                | Категория                        | Результат |
| ---- | ------------------------------------- | -------------------------------- | --------- |
| 1984 | «I'm Still Standing»                  | Лучшая хореография               | Номинация |
| 1984 | «I'm Still Standing»                  | Лучший монтаж                    | Номинация |
| 1985 | «Sad Songs (Say So Much)»             | Лучшая хореография               | Номинация |
| 1987 | Himself                               | Специальная награда за признание | Победа    |
| 1995 | «Believe»                             | Лучшее мужское видео             | Номинация |
| 2002 | «This Train Don't Stop There Anymore» | Лучшая режиссура                 | Номинация |
| 2002 | «This Train Don't Stop There Anymore» | Лучшее мужское видео             | Номинация |

### Премия «MVPA»
| Год  | Работа или исполнитель                | Категория                     | Результат |
| ---- | ------------------------------------- | ----------------------------- | --------- |
| 2002 | «This Train Don't Stop There Anymore» | Best Hair                     | Победа    |
| 2003 | «Original Sin»                        | Best Adult Contemporary Video | Победа    |

### Премия «NRJ Music»
| Год  | Работа или исполнитель                                        | Категория                | Результат |
| ---- | ------------------------------------------------------------- | ------------------------ | --------- |
| 2003 | «Sorry Seems to Be the Hardest Word» совместно с группой Blue | Международная песня года | Победа    |

### Премия «Тони»
| Год  | Работа или исполнитель  | Категория                                 | Результат |
| ---- | ----------------------- | ----------------------------------------- | --------- |
| 1998 | Король Лев (мюзикл)     | Лучшая оригинальная музыкальная партитура | Номинация |
| 2000 | Аида (мюзикл)           | Лучшая оригинальная музыкальная партитура | Победа    |
| 2009 | Билли Эллиот (мюзикл)   | Лучшая оригинальная музыкальная партитура | Номинация |
| 2010 | Следующая осень (пьеса) | Лучшая пьеса (как продюсер)               | Номинация |

## Другие достижения
- Получил звезду на аллее славы в Голливуде за достижения и вклад в области музыки в 1975 году.
- Элтон Джон and Берни Топин были введены в зал славы композиторов в 1992 году.
- Элтон Джон был введён в зал славы рок-н-ролла в 1994 году.
- Элтон Джон стал Командором ордена Британской Империи (CBE) в 1996 году.
- В сентябре 1997, Берни Топин переписал слова песни «Candle in the Wind» специально чтобы почтить память принцессы Дианы, и Элтон Джон исполнил её на похоронах во Вестминстерском аббатстве. Этот сингл «Candle in the Wind 1997», стал наибыстрейшим всех времён по скорости продаж, в конце концов проданный тиражом в 45 миллионов экземпляров по всему миру, с выручкой примерно 55 миллионов фунтов, которые пошли в Мемориальный фонд Принцессы Дианы.
- Элтон Джон был возведён в рыцарство-бакалавриат Елизаветой II 24 февраля 1998 года, дающий ему титул «Сэр». Звание было пожаловано за благотворительность.
- Лауреат центра искусств Кеннеди в 2004, вместе с Джоан Са́зерленд, Джоном Уильямсом, Уорреном Битти, Дэвисом Оззи и Руби Ди.
- Элтон Джон был награждён наградой «Легенды Диснея» в 2006 году.
- В 1976 году в Музее мадам Тюссо появилась первая восковая фигура Джона, которая при этом стала первой фигурой в истории музея, умеющей говорить. В 2024 году была сделана ещё одна фигура, изображающая музыканта в одной из его знаменитых стоек на руках на пианино в том же наряде от Боба Маки, который он носил на своём музыкальном фестивале Midsummer 1975 года на стадионе Уэмбли, а само пианино покрыто 24-мя тысячами страз[20].